# Ērgļu pagasts
Ērgļu pagasts er en territorial enhed i Ērgļu novads i Letland. Pagasten havde 2.543 indbyggere i 2010 og 2.281 indbyggere i 2016 og omfatter et areal på 131,40 kvadratkilometer. Hovedbyen i pagasten er Ērgļi.